# Mitterhöll
Mitterhöll ist ein Gemeindeteil der kreisfreien Stadt Weiden in der Oberpfalz im bayerischen Regierungsbezirk Oberpfalz.

## Geographische Lage
Mitterhöll liegt zwei Kilometer südwestlich von Letzau, vier Kilometer östlich von Weiden in der Oberpfalz und einen Kilometer nördlich von Muglhof. Der Ort liegt zwischen der Staatsstraße 2166 im Nordosten und der Bundesstraße 22. Mitterhöll in der Mitte des Hölltales, das sich von Letzau nach Südwesten bis nach Bechtsrieth erstreckt. Der Ort liegt am Gleitsbach, der durch das Hölltal nach Bechtsrieth fließt und südlich von Engleshof in die Luhe mündet.

## Geschichte
Zunächst wurde nicht zwischen Ober-, Mitter- und Unterhöll unterschieden.
Alle drei Siedlungen im Hölltal bildeten die Gemeinde Höll, auch als Höllmühle oder Mühle in der Höll bezeichnet.
Im Jahr 1553 wurde der Wald Die Höll bei Letzau in einem Vertrag zwischen Ulrich von Heideck und Willibald von Wirsberg zu Waldthurn genannt.
Eine Mühle zu Letzau, womit die Höllmühle gemeint war, wurde bereits in den statistischen Beschreibungen von 1630, 1666, 1743 und 1806 erwähnt.
Anfang des 19. Jahrhunderts gehörte jedoch Höllmühle zu Letzau, während Mitterhöll zu Muglhof gehörte.
Mitterhöll gehörte zum 1808 gebildeten Steuerdistrikt Muglhof.
Der Steuerdistrikt Muglhof bestand aus den Dörfern Matzlesrieth, Muglhof, Oedenthal und den Einöden Ober-, Mitter- und Unterhöll.
Bei der Gemeindebildung 1821 gehörte Mitterhöll mit 20 Familien zur Gemeinde Muglhof.
Sie bestand aus den Ortschaften Muglhof mit 25 Familien, Mitterhöll mit 20 Familien, Oberhöll mit zwei Familien und Unterhöll mit 25 Familien.
Von 1818 bis 1830 bestand die Gemeinde Muglhof aus Muglhof, Ober-, Mitter- und Unterhöll.
1830 wurde die Gemeinde Trauschendorf mit Oedenthal nach Muglhof eingemeindet.
1838 wurde die Gemeinde Matzlesrieth nach Muglhof eingemeindet.
1838 wurde das Landgericht Weiden in der Oberpfalz gebildet.
Dabei gelangte Mitterhöll mit der Gemeinde Muglhof aus dem Landgericht Vohenstrauß zum Landgericht Weiden.
Im Zuge der Gebietsreform in Bayern 1972 wurde Mitterhöll als Teil der Gemeinde Muglhof in die kreisfreie Stadt Weiden eingegliedert.

### Einwohnerentwicklung in Mitterhöll ab 1861
| Jahr | Einwohner | Gebäude |
| ---- | --------- | ------- |
| 1861 | 108       | k. A.   |
| 1871 | 94        | 46      |
| 1885 | 81        | 15      |
| 1900 | 102       | 16      |
| 1913 | 87        | 15      |
| 1925 | 77        | 15      |

| Jahr | Einwohner | Gebäude |
| ---- | --------- | ------- |
| 1950 | 73        | 13      |
| 1961 | 54        | 12      |
| 1970 | 61        | k. A.   |
| 1987 | 50        | 16      |
| 2011 | 25        | k. A.   |
| 2021 | 34        | 17      |